# Marathon international des gorges de l'Ardèche
Le Marathon International des Gorges de l’Ardèche est une épreuve de canoë-kayak se déroulant dans les Gorges de l'Ardèche. Cette compétition rassemble chaque année un grand nombre de pagayeurs professionnels ou amateurs. Les participants effectuent une descente de plus de 35 km. Le marathon est soutenu entre autres par le Conseil départemental de l'Ardèche.

## Histoire
Le marathon des Gorges de l'Ardèche a été créé en 1985 . Au début, il n'y avait qu'une seule catégorie : le K1. La première édition fut remportée par Claude Bénézit. L'édition 1986 fut annulée pour cause de crue. La compétition de C1 et d'embarcations biplace fut introduite dès 1987.
En 1989, avec 20 cm d'eau c'est l'édition qui se dispute avec les plus basses eaux. Qui voit aussi Jean Rosière finir premier en C1 marquant ainsi la fin d'une décennie où l'équipe de Cournon-d'Auvergne aura été une grande pourvoyeuse de talents en équipe de France de Descente. La première victoire étrangère a lieu en 1993 avec une victoire suisse. L'édition 1996 fut celle qui vit le plus de participants.
Depuis, le nombre de participants oscille entre 1 500 et 2 000 participants dans des catégories de plus en plus nombreuses. Le marathon se dispute depuis 2003 dans une version cadet. Il y a aussi désormais une course en pirogue, remportée lors des trois dernières éditions par l'équipe de Gilles Zok.

## Les épreuves
Il y a 2 grandes épreuves:
- le Challenge (30 km), ouvert aux clubs, entreprises et groupes d'amis (C9...)
- le Marathon (35 km) réservé aux sportifs, et qui se court, seul ou à deux (K1, K2, C1, C2)